# Почалица
Почали́ца (бел. Пачалі́ца) — река в Белоруссии, правый приток Оршицы, протекает по Оршанскому району Витебской области. Длина реки — 19 км, площадь водозабора 104 км². Средний уклон водной поверхности — 2,5 м/км.
Истоки реки находятся возле деревни Казечино (Межевский сельсовет), устье у города Орша. Протекает по Оршанской возвышенности (части Белорусской гряды).
На левом берегу около деревни Черкасово находится археологический памятник — городище железного века.